# Tomoya Uchida
Tomoya Uchida (内田 智也 Uchida Tomoya?), född 10 juli 1983 i Mie prefektur, är en japansk fotbollsspelare.
Uchida började sin karriär 2002 i Yokohama FC. Han spelade 185 ligamatcher för klubben. Efter Yokohama FC spelade han för Omiya Ardija och Ventforet Kofu. Han gick tillbaka till Yokohama FC 2016.